# Historia de la Iglesia de Jesucristo de los Santos de los Últimos Días

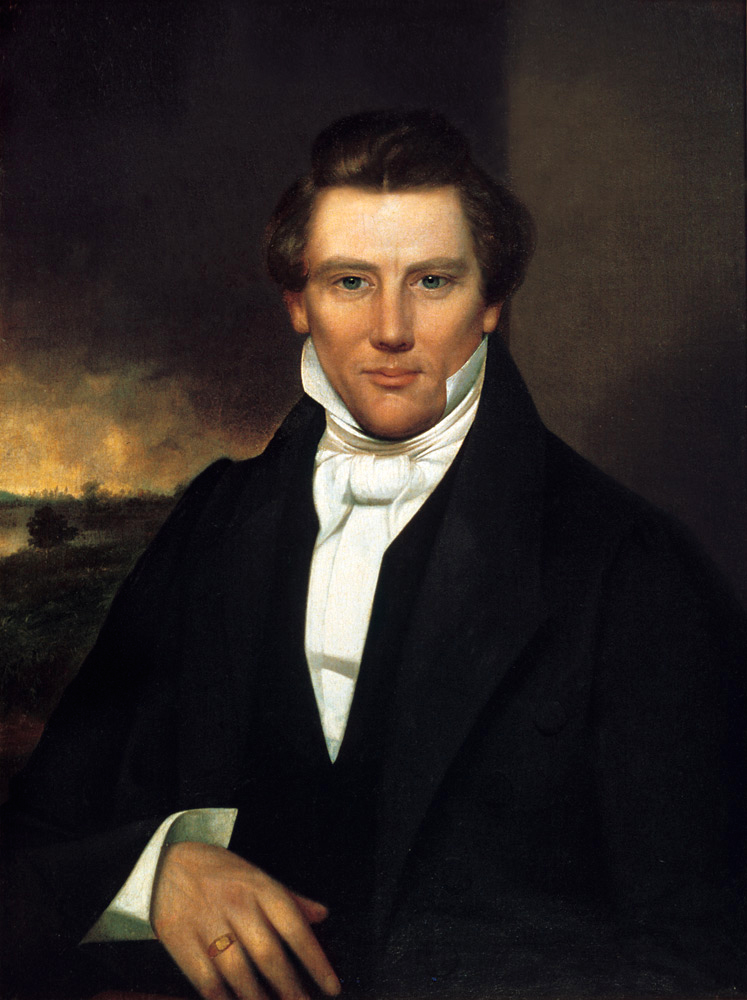
Joseph Smith, Jr., fundador de la Iglesia de Jesucristo de los Santos de los Últimos Días.

La historia de La Iglesia de Jesucristo de los Santos de los Últimos Días típicamente se divide en tres períodos:
- La historia temprana: vida de Joseph Smith, Profeta de la última dispensación, restauró  La Iglesia de Jesucristo de los Santos de los Últimos Días.
- Una etapa pionera, en la que la Iglesia de Jesucristo de los Santos de los Últimos Días, la mayor de las facciones formadas tras el fallecimiento de Smith, tomó como líder a Brigham Young y sus sucesores; durante este periodo tuvo lugar la emigración a Salt Lake City y la expansión a otras zonas del oeste norteamericano.
- La era moderna, marcada por el abandono oficial de la práctica de la poligamia en 1890.

## Etapa pionera (1846-1890)

### Migración al territorio mexicano (hoy Utah) y colonización del Oeste

Mapa que muestra el éxodo hacia el oeste de la iglesia LDS entre 1846 y 1869. Asimismo, figuran una parte de la ruta seguida por el Batallón Mormón y el camino seguido por el handcart a las empresas a las Mormón Trail.

Bajo el liderazgo de Brigham Young, los líderes de la Iglesia tienen previsto abandonar Nauvoo, Illinois, en abril de 1846, pero en medio de amenazas de las milicias estatales, se vieron obligados a cruzar el río Mississippi en el frío de febrero. No sin antes organizar el 16 de julio de 1846 un batallón integrado en exclusiva por voluntarios miembros de la Iglesia de Jesucristo llamado Batallón Mormón quienes se unieron al ejército estadounidense en Iowa mismo que serviría en la guerra mexicana-estadounidense como parte de su doctrina de evangelización, esta guerra se declaró por parte de los Estados Unidos el 13 de mayo de 1846, por el ataque a fuerzas armadas estadounidenses en la zona territorial en disputa del norte del Río Bravo por parte de fuerzas Mexicanas. Ellos eventualmente cruzaron la Frontera con México ingresando ilegalmente a lo que es hoy el estado de Utah donde dieron por fundada la ciudad de Salt Lake City con la La ubicación del templo de Salt Lake City por Brigham Young el 28 de julio de 1847, durante el desarrollo de la guerra con México.
Estos grupos que dejaron Illinois para entrar ilegalmente al territorio mexicano llegaron a ser conocidos como los Pioneros miembros de la Iglesia de Jesucristo y ayudaron a consolidar el control del territorio que cedió México por los Tratados de Guadalupe Hidalgo el 2 de febrero de 1848 y donde habían formado una iglesia que bajo el sistema legal de la época era imposible en México ya que este solo aceptaba la migración de católicos y como legal a la Iglesia católica, a esta marcha de emigrantes ilegales hacia Salt Lake City se le conoce como el Sendero Mormón y a la llegada de los primeros pioneros miembros de la Iglesia de Jesucristo en el Valle de Salt Lake el 24 de julio de 1847 se conmemora por el Estado de Utah como el Día del Pionero (Pioneer Day) y es festejado con día de asueto.
Los grupos de conversos de los Estados Unidos, Canadá, Europa, y en otros lugares se animó a reunir a Utah en las décadas siguientes. Tanto el original Mormón la migración y la posterior conversión de las migraciones se debió en gran sacrificio y un buen número de muertes. Brigham Young organizó una gran colonización del Oeste americano, con Mormón asentamientos se extiende desde Canadá a México. Cabe destacar que las ciudades que fueron colonizadas por integrantes miembros de la Iglesia de Jesucristo y despojadas de su carácter mexicano son San Bernardino en California, Las Vegas en Nevada y Mesa en Arizona.

### Principios de liderazgo teocrático de Brigham Young

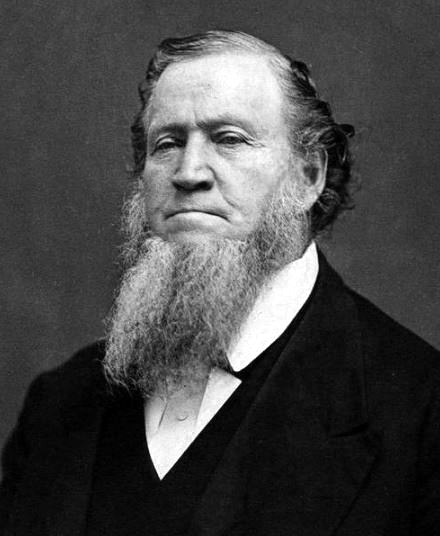
Brigham Young dirigió la iglesia desde 1844 y hasta su muerte en 1877.

Tras la muerte de Joseph Smith, Brigham Young declaró que la Iglesia debía ser dirigida por el Quórum de los Doce Apóstoles. Más tarde, después de la que migración a Utah hubiera comenzado, Brigham Young se convirtió en miembro de la Primera Presidencia el 25 de diciembre de 1847, y luego en Presidente de la Iglesia el 8 de octubre de 1848.
Una de las razones que los santos optaron por la Gran Cuenca como una solución de lugar es que la zona estaba en ese momento fuera del territorio de los Estados Unidos y sus leyes, en territorio mexicano aunque en un aparente juego se participó de la guerra contra los católicos mexicanos con el Batallón Mormón, Young había sido culpado de no proteger a los miembros de la Iglesia de Jesucristo de la oposición política de los estados de Misuri e Illinois. Sin embargo, en 1848 por el Tratado de Guadalupe Hidalgo México cedió la zona a los Estados Unidos, resultado de ello que Brigham Young envió emisarios a Washington D.C. con una propuesta para crear en el ex territorio de México y que ya ocupaban el gran Estado de Deseret, siendo el mismo el primer gobernador. En lugar de ello, el Congreso creó el mucho más pequeño Territorio de Utah en 1850, y el joven fue nombrado gobernador en 1851. Debido a su posición religiosa, ejerció un control mucho más práctico sobre los asuntos coloniales miembros y no miembros, que un gobernador territorial típico de la época.
Durante la mayor parte del siglo XIX, la Iglesia SUD mantuvo un sistema de tribunales eclesiásticos paralelo a los tribunales federales, de uso exclusivo para los asuntos civiles, frente a la iglesia o disciplina.

### La Reforma de la Iglesia

Los lugares de mayor LDS asentamientos en América del Norte antes de 1890. Se incluyen las principales ciudades originalmente fundada por colonos LDS que más tarde abandonó la zona.

En 1856-1858, la Iglesia se sometió a lo que comúnmente se llama la Reforma Mormona. los miembros de Utah experimentaron un período de juicio. En 1855, una sequía golpeó el floreciente territorio. Muy poca lluvia cayó, e incluso la afluencia de los arroyos de montaña disminuyó muchísimo. Una plaga de saltamontes y grillos estaban destruyendo los cultivos de los miembros de la Iglesia de Jesucristo, quienes lograron salvarlo a través de una milagrosa migración de gaviotas. Durante el invierno de 1855-56, la harina y así como otros insumos de básicos eran escasos y costosos. Heber C. Kimball escribió su hijo que los "dólares y centavos no cuentan ahora, en estos tiempos, ya que son el espacio más reducido que he visto nunca en el territorio de Utah".
En septiembre de 1856, como continuación de la sequía, los ensayos y las dificultades del año anterior dio lugar a una explosión de intensa búsqueda de derivados del trigo. Jedediah M. Grant, un consejero en la Primera Presidencia y un conocido conservador de voz en la comunidad ampliada, predicó tres días de ardientes sermones al pueblo de Kaysville territorio. Hizo un llamamiento para el arrepentimiento y una reafirmación general de la vida moral y las enseñanzas religiosas. 500 personas se presentaron para el rebautismo, un símbolo de su determinación de reformar sus vidas.

## Era moderna
La era moderna de la Iglesia comenzó después de la renuncia oficial a la poligamia en el Manifiesto de 1890. Anteriormente a este, los líderes de la Iglesia vivían en la clandestinidad, los asuntos eclesiásticos estaban descuidados, y la organización misma de la Iglesia se había desintegrado. Con la reducción de la presión federal brindada por el Manifiesto, la Iglesia empezó a restablecer sus instituciones.

### Segundo manifiesto
El Manifiesto de 1890 no bastó por sí mismo para eliminar la práctica de los matrimonios polígamos, que continuaron dándose en la cladestinidad, por la mayor parte con la aprobación y autorización de la Iglesia. Además, la mayoría de los polígamos miembros de la Iglesia de Jesucristo continuaron cohabitando con todas sus esposas. Los líderes miembros de la Iglesia de Jesucristo, incluyendo a Woodruff, sostenían que el Manifiesto era una disposición temporal para permitir a Utah convertirse en estado y que la práctica de la poligamia se reestableciría en el futuro. El Manifiesto sirvió de ayuda para que Utah finalmente alcanzara el estatus de estado en 1896, tras una campaña encaminada a convencer a los estadounidenses de que los líderes miembros de la Iglesia de Jesucristo habían renunciado a la poligamia y no tenían la intención de inmiscuirse en la política.
A pesar de la admisión de Utah en los Estados Unidos, sus primeros representantes electos no fueron aceptados en el Congreso de los Estados Unidos. En 1898, Utah eligió a Brigham Henry Roberts como representante en el Congreso por el Partido Demócrata, pero se le denegó su puesto por practicar la poligamia. En 1903, el legislador de Utah, Reed Smoot, también una autoridad miembros de la Iglesia de Jesucristo, asumió su puesto como senador después de demostrarse su monogamia en una serie de audiencias en el Congreso entre 1904 y 1907.  Sin embargo, este proceso hizo surgir la polémica sobre si la práctica de la poligamia había sido realmente erradicada, tal como lo declaraba el Manifiesto de 1890, y sobre la influencia de la Iglesia en la política del nuevo estado. En respuesta a la controversia, el Presidente de la Iglesia, Joseph F. Smith, emitió un segundo manifiesto negando que la Iglesia sancionara los matrimonios plurales y anunciando que los practicantes de tales matrimonios serían excomulgados.
El segundo manifiesto no supuso la anulación de los matrimonios plurales existentes dentro de la Iglesia, que toleró un cierto grado de matrimonios polígamos hasta por lo menos la década de 1930. Sin embargo, finalmente acabó por adoptar la política de excomulgar a los miembros polígamos y hasta hoy en día procura distanciarse activamente de los grupos de miembros de la Iglesia de Jesucristo fundamentalistas que continúan practicando la poligamia. No obstante, los hombres mormones que enviudan pueden sellar en el templo su unión a otra mujer, aun manteniendo el sello con la primera, mientras que las mujeres viudas pueden casarse de nuevo por la ley, pero sin sello en el templo.

### Participación de la Iglesia en la política de los Estados Unidos

#### Los miembros de la Iglesia de Jesucristo y el movimiento sufragista femenino
En 1870, el Territorio de Utah fue el segundo territorio que permitió el voto femenino, derecho revocado por el Congreso de los Estados Unidos en 1887 como parte de la ley antipoligamía Edmunds-Tucker. A raíz de esto, un cierto número de miembros de la Iglesia de Jesucristo se convirtieron en activistas y proponentes efusivas de los derechos de las mujeres; entre ellas destacó la periodista y sufragista Emmeline Blanch Wells, editora de Woman's Exponent, un periódico feminista de Utah. Wells, que era feminista y polígama, escribió a favor del papel de las mujeres en el proceso político y en el discurso público. Entre las sufragistas no miembros de la Iglesia de Jesucristo existían posturas encontradas: a pesar de apoyar el sufragio femenino en Utah, consideraban la poligamía como denigrante para las mujeres,  y algunas opinaban que el derecho al voto de las mujeres miembros de la Iglesia de Jesucristo serviría para afianzar el poder de la Iglesia.
En 1890, después de que la Iglesia renunciara oficialmente a la poligamia, las líderes sufragistas estadounidenses empezaron a apoyar más directamente el feminismo de Utah, y en 1891, Salt Lake City fue la sede de la conferencia Rocky Mountain Suffrage, a la que asistieron líderes feministas nacionales como Susan B. Anthony y Anna Howard Shaw. La Asociación de Utah por el Sufragio de la Mujer, fundada en 1889 como una filial de la Asociación Americana por el Sufragio de la Mujer —la cual en 1890 pasó a denominarse Asociación Nacional Americana por el Sufragio de la Mujer—, solicitó con éxito que la constitución del nuevo estado de Utah emancipara a las mujeres. En 1896, Utah se convirtió en el tercer estado de los Estados Unidos en conceder a las mujeres el derecho al voto.

#### Debate sobre la templanza y la prohibición
La Iglesia de los Santos de los Últimos Días estuvo activamente involucrada en el  movimiento por la templanza en los Estados Unidos del siglo XIX, y después, en el movimiento en favor de la ley seca a principios del siglo XX.

#### Mormonismo y el debate nacional sobre el socialismo y el comunismo
El mormonismo ha tenido relaciones mixtas con el socialismo en sus varias formas. En los primeros días del mormonismo, Joseph Smith Jr. estableció una forma de comunalismo cristiano, una idea popularizada durante el Segundo Gran Despertar, combinada con un acercamiento a la teocracia. Los miembros de la Iglesia de Jesucristo se referían a esta forma de comunalismo teocrático como la Orden Unida, o la ley de consagración. Aunque durara poco mientras vivió Joseph Smith, la Orden Unida fue restablecida durante un tiempo en varias comunidades de Utah durante el liderazgo político teocrático de Brigham Young. Algunos aspectos del socialismo secular también encontraron lugar en la visión política de Joseph Smith, quien presentó su candidatura a la presidencia de los Estados Unidos con un programa que incluía la nacionalización del sector bancario, por creer que ello acabaría con los muchos abusos de los bancos privados. Como líder político laico de Nauvoo, Joseph Smith puso en marcha las granjas colectivas para asegurar que los pobres sin propiedades pudieran mantener a sus familias. Una vez en Utah, bajo la dirección de Brigham Young, el liderazgo de la Iglesia promovió la propiedad colectiva de la industria y emitió una circular en 1876 la cual alertaba que la «experiencia de la humanidad ha demostrado que las comunidades y naciones en las cuales la riqueza está distribuida de forma igualitaria, disfrutan del mayor grado de libertad, están menos expuestas a la tiranía y a la opresión y son las que menos sufren de hábitos lujuriosos que engendran vicio». La circular, firmada y aprobada por el Quórum de los Doce Apóstoles y la Primera Presidencia, continuaba alertando que si «no se toman medidas para prevenir el continuo enorme crecimiento de la riqueza entre la clase ya rica, y el doloroso crecimiento de la destitución entre los pobres, la nación se verá superada por el desastre; debido a que, según la historia, tal tendencia entre las naciones una vez poderosas fue la segura precursora de su ruina».
Además del socialismo religioso, muchos miembros de la Iglesia de Jesucristo en Utah eran receptivos al movimiento socialista laico que empezó en América durante la década de 1890. Entre 1890 y 1920, el Partido Democrático Social de Utah, el cual se convirtió en el Partido Socialista de los Estados Unidos en 1901, eligió a 100 socialistas para las oficinas de estado en Utah. Un 40 % de los socialistas de Utah eran miembros de la Iglesia de Jesucristo. Muchos socialistas visitaron las comunidades cooperativas de la Iglesia en Utah con gran interés y fueron bien recibidos por el liderazgo de la Iglesia. Prominentes líderes socialistas como Albert Brisbane, Victor Prosper Considerant, Plotino Rhodakanaty, Edward Bellamy y Ruth y Reginald Wright Kauffman mostraron interés en las comunidades coorporativas de la Iglesia en Utah. Por ejemplo, mientras investigaba para lo que se convertiría en su novela socialista Looking Backward, Edward Bellamy hizo un recorrido turístico por las comunidades cooperativas de la Iglesia en Utah y visitó a Lorenzo Snow durante una semana. Ruth y Reginald Wright Kauffman también escribieron un libro después de visitar la Iglesia en Utah, titulado The Latter Day Saints: A Study of the Mormons in the Light of Economic Conditions, que discutía la Iglesia desde una perspectiva marxista. Plotino Rhodakanaty fue atraído por el mormonismo y se convirtió en el primer élder de la Iglesia en México después de ser bautizado cuando un grupo de misioneros que incluía a Moses Thatcher viajó a México. Moses Thatcher se mantuvo en contacto con Plotino Rhodakanaty durante los años siguientes y fue quizás el miembro más prominente de la Iglesia identificado abiertamente con el socialismo.
Albert Brisbane y Victor Prosper Considerant también visitaron la Iglesia en Utah durante sus comienzos, y Considerant comentó que «gracias a cierta dosis de solidaridad socialista, los miembros de la Iglesia de Jesucristo han alcanzado en pocos años un estado de increíble prosperidad». La atribución del éxito de los primeros miembros de la Iglesia de Jesucristo en el desierto del oeste de los Estados Unidos a sus peculiares actitudes socialistas se dio incluso entre los que no compartían esta ideología. Por ejemplo, en su libro History of Utah, 1540-1886, Hubert Howe Bancroft señaló que «aunque no comunistas, los elementos del socialismo entraban fuertemente en todas sus relaciones, públicas y privadas, sociales, comerciales, e industriales, así como religiosas y políticas. Esto tiende a hacerlos exclusivos, independientes de los gentiles y de sus gobiernos, e incluso en algunos aspectos antagónicos a ellos. Se han ayudado entre ellos hasta que nueve de cada diez han llegado a ser propietarios de granjas, mientras que el comercio y la manufactura son, en su mayoría, cooperativas. Los derechos de propiedad son respetados; pero aunque un miembro de la Iglesia de Jesucristo pudiera vender su granja a un gentil, no estaría bien visto».
Aunque el socialismo laico y religioso ganara cierta aceptación entre los miembros de la Iglesia de Jesucristo, la Iglesia se mostró más ambivalente ante al marxismo, debido a su asociación con la revolución violenta. Desde los tiempos de Joseph Smith los miembros de la Iglesia de Jesucristo habían contemplado favorablemente la Revolución de las Trece Colonias y la necesidad de golpes de estado violentos. Así, en abril de 1917, tras la Revolución rusa pero antes de la toma del poder de los bolcheviques el apóstol de la Iglesia David O. McKay declaró «parece que Rusia tendrá un gobierno "por el pueblo, del pueblo y para el pueblo"». Sin embargo, la iglesia de Jesucristo de los Santos de los Últimos días percibió la naturaleza revolucionaria del comunismo como una amenaza a la constitución de los Estados Unidos. En los años posteriores, líderes como Ezra Taft Benson tomaron una posición pública abiertamente anticomunista y generalmente antiizquierdista, aunque sus ideas políticas incomodaban a otros miembros de la jerarquía de la iglesia, como Hugh B. Brown, que llegó a expresar el deseo de que Benson no regresara jamás de una misión evangelizadora en Europa.